# Ampharete gagarae
Ampharete gagarae är en ringmaskart som beskrevs av Uschakov 1950. Ampharete gagarae ingår i släktet Ampharete och familjen Ampharetidae. Inga underarter finns listade i Catalogue of Life.